# Luis Torres Mesías

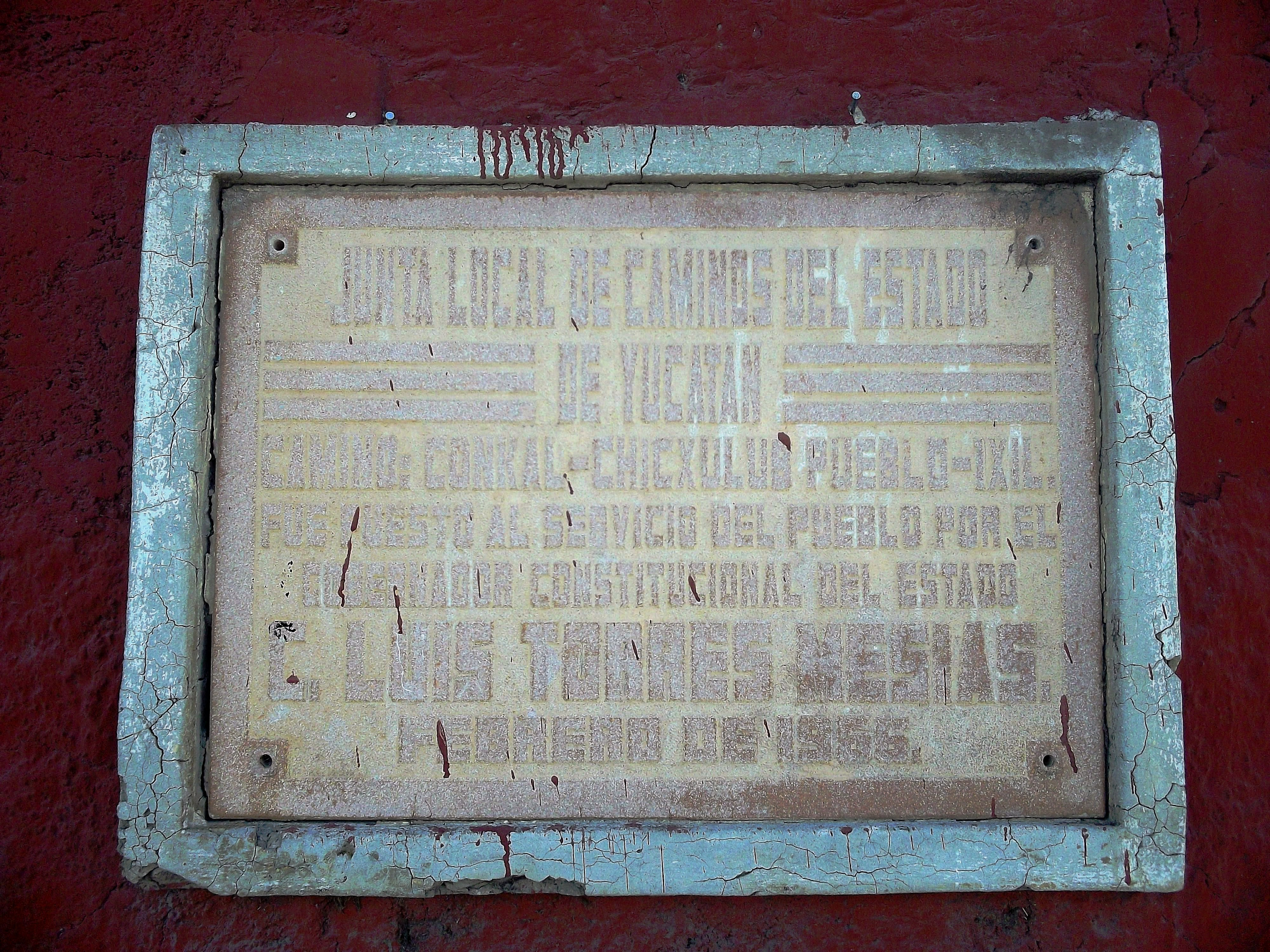
Piedra grabada de la inauguración de la carretera Conkal-Chicxulub Pueblo-Ixil por el entonces gobernador Luis Torres el papi Mesías.

Luis Torres Mesías (Mérida, Yucatán; 29 de marzo de 1916-Mérida, 1996) fue un político mexicano, miembro del Partido Revolucionario Institucional. Fue gobernador de Yucatán de 1964 a 1970. Fue también alcalde de Mérida de 1958 a 1961. Fue secretario general de gobierno en la administración de Agustín Franco Villanueva, cargo que dejó para ser alcalde de la capital de Yucatán.

## Datos biográficos
Fue dirigente estudiantil durante su juventud y Presidente del Comité Directivo Estatal del Partido Revolucionario Institucional en Yucatán.
También fue diputado federal por el I Distrito Electoral Federal de Yucatán de 1961 a 1964, en la XLV Legislatura del Congreso de la Unión de México.
Durante su administración como gobernador se hicieron obras para introducir el agua potable en la capital yucateca, que a la sazón carecía del líquido entubado como servicio público. También se construyó el puerto de abrigo de Yucalpetén, adyacente al puerto de Progreso. Se modernizó el aeropuerto internacional de la ciudad de Mérida asignándole el nombre de Aeropuerto Internacional Manuel Crescencio Rejón.
Realizó intentos fallidos para encauzar la diversificación económica del estado de Yucatán como salida a la dependencia del monocultivo henequenero lo que lo llevó a conflictos políticos con diversos sectores yucatecos y muy particularmente con el director de Cordemex.
En la administración de Torres Mesías fue instituida la Medalla Yucatán, presea que el gobierno de Yucatán entrega anualmente a los yucatecos que se distinguen por sus aportaciones a la cultura, las artes y las ciencias.